# استان انا

استان انا (به ایتالیایی: Provincia di Enna) از استان‌های کشور ایتالیا است. استان انا در جنوب این کشور قرار دارد. مرکز این استان شهر انا و زیرمجموعه ناحیه سیسیل می‌باشد. مساحت این استان ۲٬۵۶۲ کیلومتر مربع و جمعیت آن  ۱۷۶٬۹۵۹ نفر است.